# Огнеупорный (Челябинская область)
Огнеупорный — посёлок в Чесменском районе Челябинской области. Входит в состав Цвиллингского сельского поселения.

## История
После распада СССР, посёлок с преобладающим русским населением оказался на территории Карабалыкского района Костанайской области Казахстана. Все его жители имели гражданство России, все коммуникации были подведены со стороны России. Большинство жителей работают в Бускульском карьероуправлении, являющемся филиалом Магнитогорского металлургического комбината.
18 января 2005 года президенты России и Казахстана подписали межгосударственный договор о делимитации российско-казахстанской границы. 12 января 2006 года в Астане главы государств подписали протокол об обмене грамотами о ратификации договора. В соответствии с договором, государственная граница была определена таким образом, что посёлок Огнеупорный вошёл в состав Челябинской области. Взамен Казахстану отошёл равновеликий участок степной зоны площадью 520 гектаров из земель Октябрьского района области (между селами Курское и Ивангородское Фёдоровского района Костанайской области).
Название посёлку присвоено в 2009 году.

## Население
| 2010 |
| ---- |
| 604  |